# Selección de baloncesto sub-18 de Escocia
La selección de baloncesto sub-18 de Escocia es un equipo nacional de baloncesto de Escocia, administrado por la Federación Escocesa de Baloncesto. Representa al país en competiciones internacionales de baloncesto sub-18.
El equipo participó en ocho torneos de la División B del Campeonato Europeo de Baloncesto Masculino Sub-18. También ganaron cuatro medallas en el División C del Campeonato Europeo de Baloncesto Masculino Sub-18.